# Satinka
Satinka (in russo Сатинка?) è un villaggio dell'oblast' di Tambov, in Russia; è il centro amministrativo del rajon Sampurskij.
Si trova sul bassopiano della Oka e del Don, nella parte centro-meridionale della regione, 47 km a sud-est di Tambov.